# Al-Wathiq Muhammad
 (indiquez la date de pose grâce au paramètre date).
Muhammad ibn Ahmad al-Wathiq (محمد الرابع المريني) est un sultan mérinide ayant régné de 1386 à 1387.

## Biographie
Musa ibn Faris al-Mutawakkil a remplacé le sultan Abul Abbas Ahmad Mustanzir en 1384. Son accession a été organisée par la dynastie nasride de l'émirat de Grenade. En 1386, il est remplacé par Muhammad ibn Ahmad al-Wathiq, qui régne jusqu'en 1387. Abul Abbas reprend alors le trône.